# Lentechi (gemeente)
Lentechi (Georgisch: ლენტეხის მუნიციპალიტეტი, Lentechis moenitsipaliteti) is een berggemeente in het noorden van Georgië met ongeveer 3.600 inwoners (2024) en een oppervlakte van ruim 1344 km². De gemeente ligt in de regio Ratsja-Letsjchoemi en Kvemo Svaneti in de bovenloop van de Tschenistskali omgeven door subgebergtes van de Grote Kaukasus en komt overeen met de voormalige regio Neder-Svanetië. De 'nederzetting met stedelijk karakter' (daba) Lentechi is het bestuurlijk centrum.

## Geschiedenis
Na het uiteenvallen van het Koninkrijk Georgië in de 15e eeuw was het gebied onderdeel van het vorstendom Svanetië. Rond de 18e eeuw ontstond Neder-Svanetië (Kvemo-Svanetië) als politieke entiteit, welk gebied ongeveer overeenkwam met het moderne Lentechi. Neder-Svanetië viel nominaal onder het Koninkrijk Imeretië.

### In Russisch Rijk

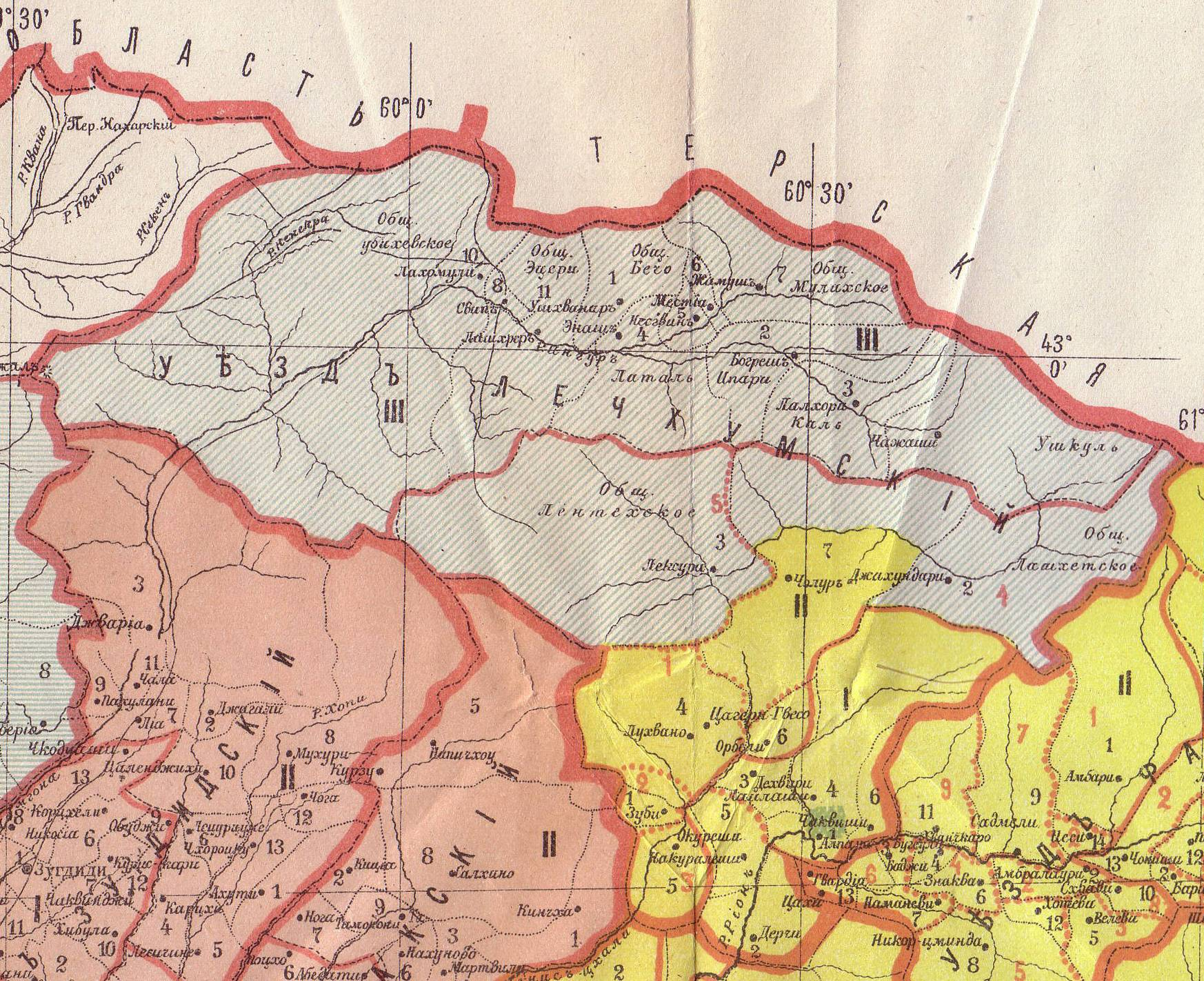
Oetsjastok Tsageri (II) in het oejezd Letsjchoemi van het Gouvernement Koetais.

Ook al waren grote delen van Georgië in het eerste decennium van de 19e eeuw geannexeerd en onder controle gebracht door het Russische Rijk, de ontoegankelijkheid van Svanetië en de verschillende oorlogen die Rusland in zowel de Noord-Kaukasus als tegen het Ottomaanse Rijk vocht maakte dat Svanetië pas in 1857 onder direct Russisch gezag kwam te staan. In 1858 werd het vorstendom afgeschaft en werd het gebied bestuurlijk ingedeeld naar Russische maatstaven.
Svanetië was tot het einde van de 19e eeuw een zogeheten pristavstvo (приставство), een speciaal district, toen het werd toegevoegd aan het oejezd Letsjchoemi van het Gouvernement Koetais. Het oejezd was onderverdeeld in drie gemeentelijke districten (oetsjastok, Russisch: yча́сток). Neder-Svanetië (Lentechi) werd voor het grootste deel ondergebracht bij het district Tsageri (Цагерскій участокъ, Tsagerskiy oetsjastok).

### Vorming gemeente
Tijdens de bestuurlijke herindeling van de Sovjet-Unie werd in 1929 het oetsjastok Tsageri heringedeeld, waarbij het noordelijke deel als rajon (district) Kvemo-Svanetië afgesplitst werd. In 1953 werd het district hernoemd tot Lentechi. In 1995 in het onafhankelijke Georgië werd Lentechi toegewezen aan de nieuw gevormde regio Ratsja-Letsjchoemi en Kvemo Svaneti en werd het district in 2006 omgezet naar een gemeente.

## Geografie

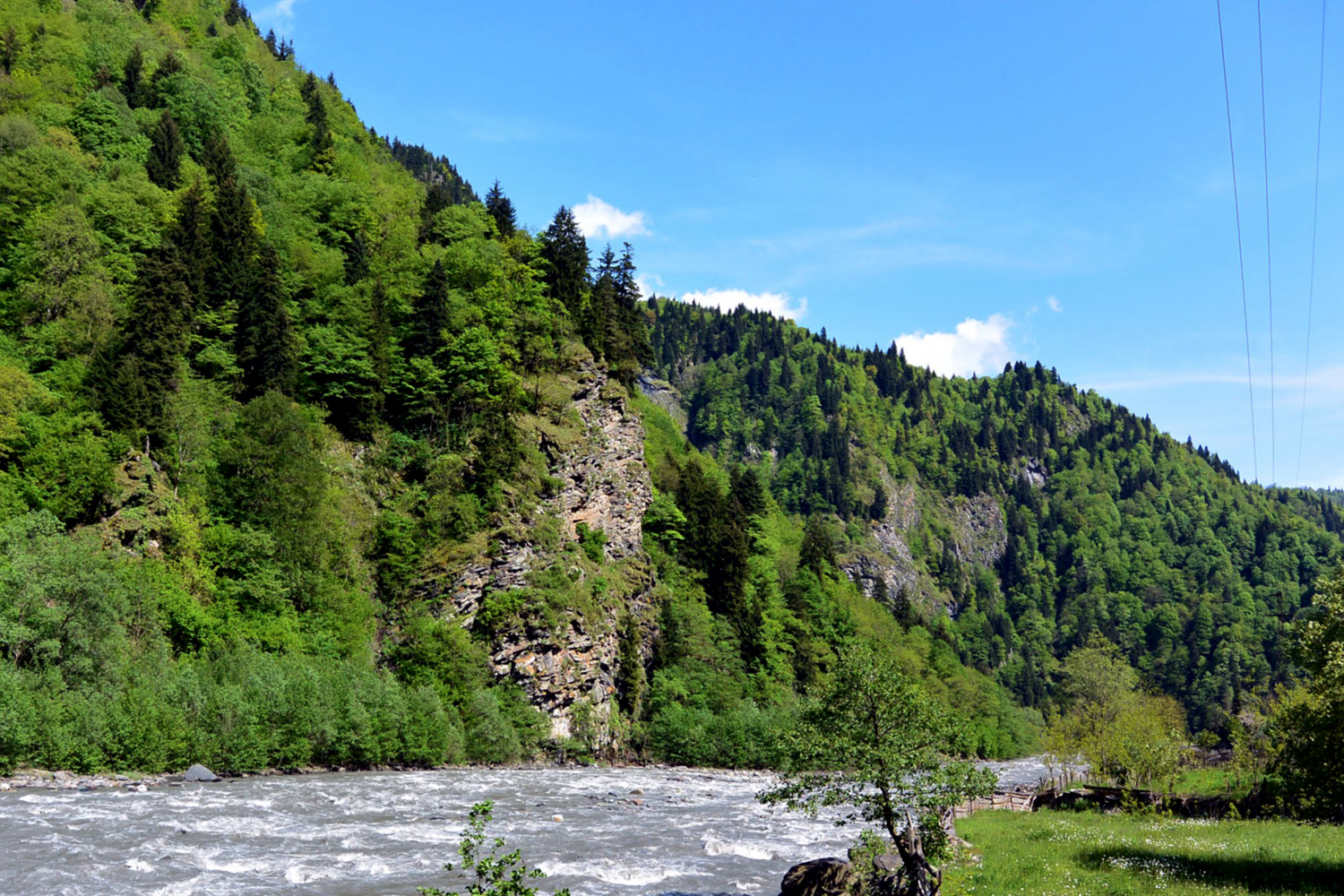
Hoofdrivier Tschenistskali

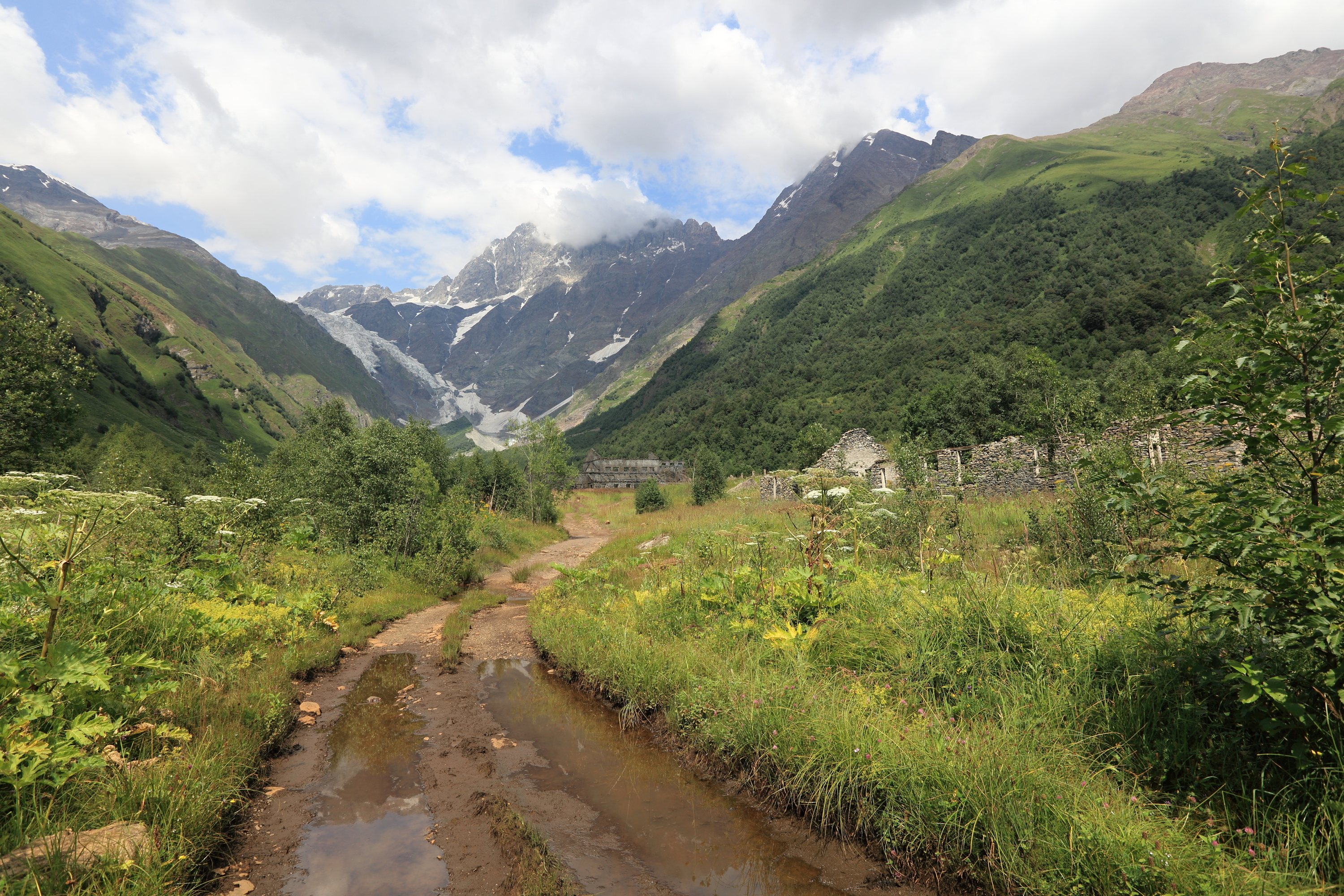
Zicht op de Ailama

Lentechi ligt omsloten door bergen met maar één natuurlijke in- en uitgang, de kloof van de Tschenistskali tussen de stadjes Lentechi en Tsageri. De Tschenistskali is niet alleen de hoofdrivier van Lentechi, het is ook een van de grotere rivieren van Georgië, die slechts enkele kilometers van de andere grote rivier van het land ontspringt, de Rioni, op de berg Pasismta. Pas in het Colchis laagland komen de twee rivieren samen. 
De bergkammen rondom zijn de grenzen met een flink aantal gemeenten. Het grootste deel van de noordzijde grenst aan Mestia (regio Samegrelo-Zemo Svaneti) met het Svanetigebergte als natuurlijke scheiding. Dit is tevens de scheiding tussen Neder-Svanetië en Boven-Svanetië. Het Svanetigebergte loopt in het westen over in het Egrisigebergte dat tot de rivier Tschenistskali het westelijke deel van de zuidgrens van Lentechi vormt met de gemeenten Tsjchorotskoe, Martvili en Tsageri. Ten oosten van de Tschenistskali is het Letsjchoemigebergte de zuid- en oostgrens van Lentechi met Tsageri en Ambrolaoeri tot de berg Loechoenistsveri.
De korte verbinding naar de hoofdkam van de Kaukasus is de grens met Oni in het noordoostelijke puntje van Lentechi, en is de waterscheiding tussen de Tschenistskali en Rioni bekkens. Het uiterste noorden van Lentechi grenst aan Rusland, hemelsbreed ruim 15 kilometer, op de hoofdkam van de Grote Kaukasus. Hier liggen de hoogste bergen van Lentechi, zeven toppen boven de 4.000 meter, met de berg Ailama als hoogtepunt van 4.547 meter boven zeeniveau. Het laagste punt van Lentechi is de Tschenistskali op de grens met de gemeente Tsanegri, ongeveer 520 meter boven zeeniveau.

## Demografie
Begin 2024 telde de gemeente Lentechi 3.630 inwoners, een daling van ruim 17% ten opzichte van de volkstelling van 2014. Het aantal inwoners van hoofdplaats Lentechi steeg daarentegen. De bevolking van de gemeente bestond volgens de volkstelling van 2014 geheel uit Georgiërs, die Georgisch-Orthodox zijn. 
| Gemeente Lentechi                                                       | -     | 14.692 | 13.479 | 12.963 | 11.227 | 8.991 | 4.386 | 4.077 | 3.630 |  |  |  |  |  |
|                                                                         |       |        |        |        |        |       |       |       |       |  |  |  |  |  |
| Lentechi                                                                | 1.000 | 854    | 1.772  | 1.873  | 1.995  | 1.739 | 947   | 1.008 | 1.008 |  |  |  |  |  |
| Verantwoording data: Bevolkingsstatistiek Georgië 1897 tot heden. Noot: |       |        |        |        |        |       |       |       |       |  |  |  |  |  |

## Administratieve onderverdeling

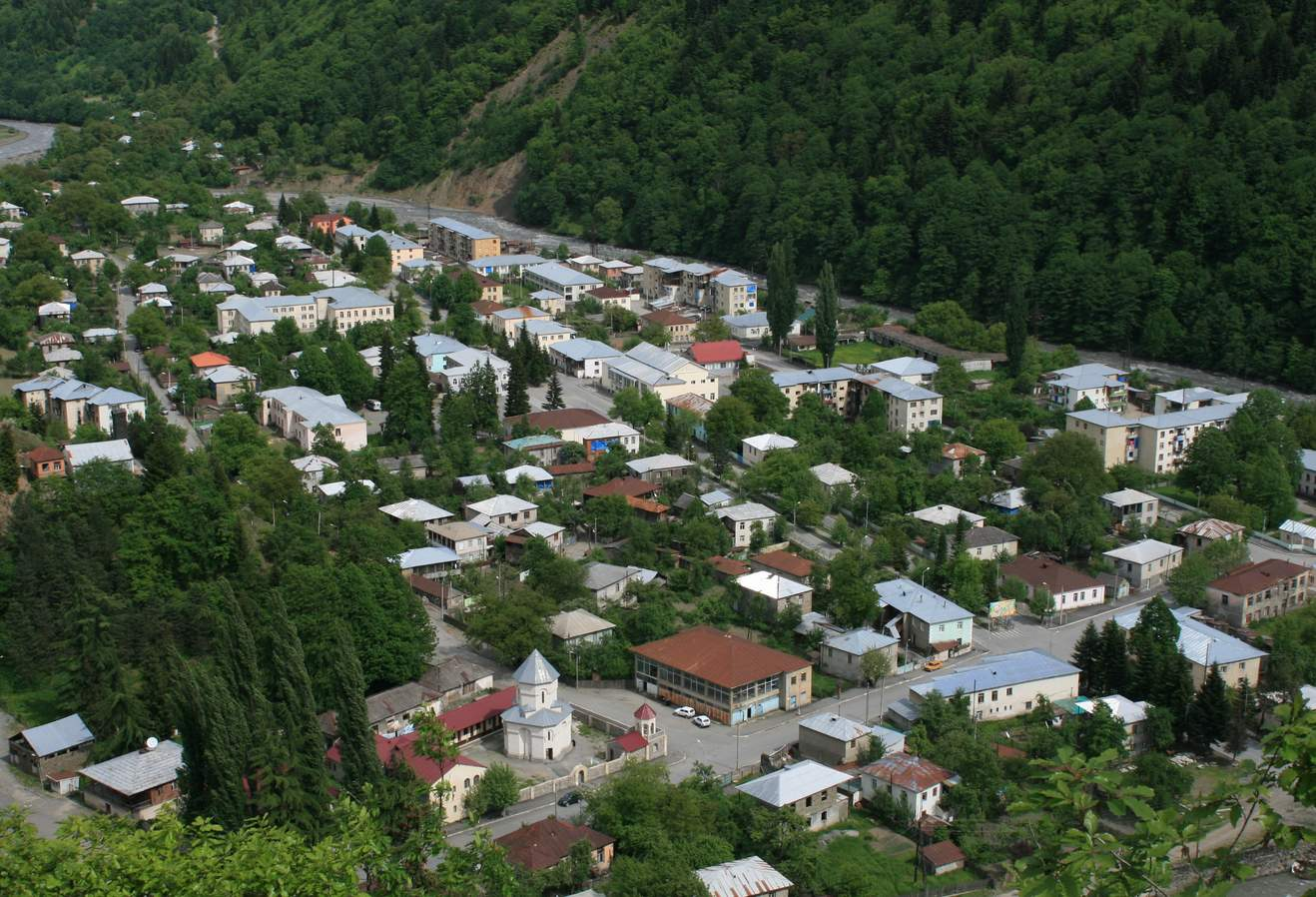
Gemeentelijk centrum Lentechi

De gemeente Lentechi is administratief onderverdeeld in 8 gemeenschappen (თემი, temi)  met in totaal 60 dorpen (სოფელი, sopeli) en één 'nederzetting met stedelijk karakter' (დაბა, daba),  het bestuurlijk centrum Lentechi.

## Bestuur
De gemeenteraad van Lentechi (Georgisch: საკრებულო, sakreboelo) wordt elke vier jaar gekozen in een gemengd kiesstelsel. Een deel wordt via enkelvoudige kiesdistricten gekozen en een deel via evenredige vertegenwoordiging van gesloten partijlijsten, waarvoor een kiesdrempel geldt van drie procent.
| Partij | Partij                             | 2014 | 2017 | 2021 |
| ------ | ---------------------------------- | ---- | ---- | ---- |
|        | Georgische Droom (GD)              | 16   | 16   | 13   |
|        | Verenigde Nationale Beweging (UNM) | 1    | 2    | 1    |
|        | Christen-Democratische Beweging    | 4    |      |      |
|        | Overige partijen                   | 2    | 5    | 7    |
| Totaal | Totaal                             | 23   | 23   | 21   |

## Vervoer

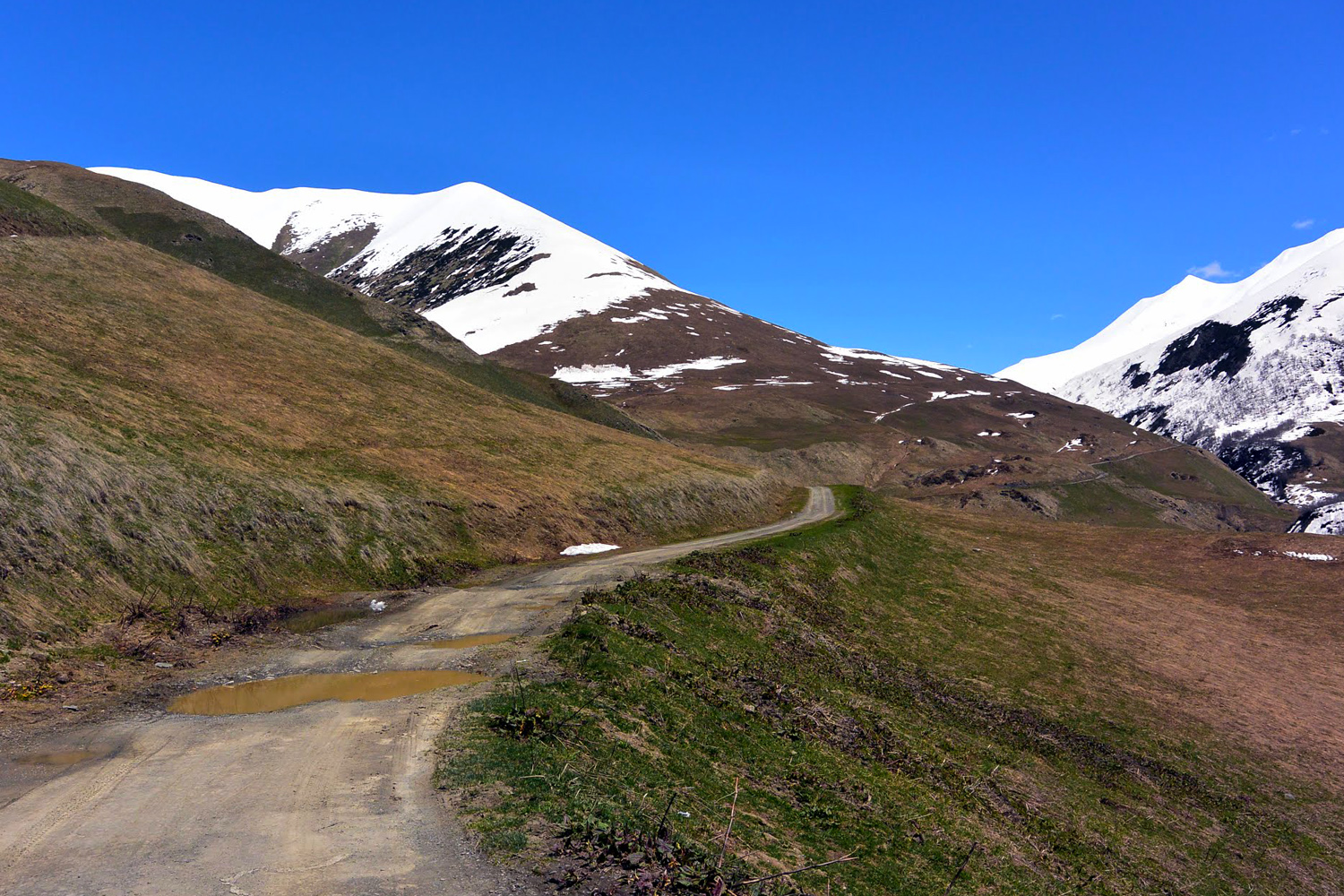
Weg over de Zagaripas

Lentechi heeft slechts een doorgaande weg door de gemeente, de 157 kilometer nationale route Sh15 uit Koetaisi die vanaf Tsageri over de hele lengte van Lentechi de Tschenistskali stroomopwaarts volgt en via de 2.620 meter hoge Zagari-pas Boven-Svanetië en Mestia bereikt. Andere wegen in de gemeente takken van deze hoofdroute af en lopen dood in de valleien die ze ontsluiten. Er zijn geen andere reguliere passen over de bergen voor gewoon autoverkeer. Wel zijn er verschillende langeafstandswandelroutes over bergen via hoge passages naar de aangrenzende gemeenten en regio's.
Een rechtstreekse weg tussen het plaatsje Lentechi en Mestia via de Laskadoera vallei en een 6 kilometer lange tunnel door het Svanetigebergte is meermaals aangekondigd.